# Шостак Вероніка Василівна
Вероні́ка Василі́вна Шо́стак (нар. 21 січня 1995, Старокостянтинів, Хмельницька область, Україна) — українська актриса театру та кіно, лауреатка Київської пекторалі (2018).

## Життєпис
Народилась 21 січня 1995 року у місті Старокостянтинів в сім'ї вчителів. Зі школі почала займатись в театральній студії при театрі ім. Михайла Старицького у Хмельницькому.
Після закінчення школи у 2011 році вступила до Львівського національного університету імені Івана Франка на факультет культури і мистецтв за спеціальністю актриса театру і кіно при театрі ім. Марії Заньковецької. Кінокар'єра актриси почалася на першому курсі в фільмі Вікторії Трофіменко «Брати. Остання сповідь», де зіграла одну з головних ролей.
У 2015 році вступила до Київського національного університету театру, кіно і телебачення імені Івана Карпенка-Карого, де вчилася на п'ятому курсі і здобула ступінь спеціаліста.
З 2018 року — акторка Українського малого драматичного театру. За дебютну роль у виставі «Валентинів день» стала лауреаткою премії Київська пектораль 2018 року.
Живе та працює у Києві. Одружена.

## Ролі в театрі
Київський академічний театр юного глядача на Липках
- 2016 — «В пошуках радості» — Віра

Український малий драматичний театр
- 2018 — «Валентинів день» за п'єсою Івана Вирипаєва; реж. Марія Лук’янова — Валентина[5]
- 2020 — «Маклена Граса» за п'єсою Миколи Куліша; реж. Дмитро Весельський — Маклена[6][7][8]
- 2020 — «Зозуля» за повістю Валерія Шевчука; реж. Андрій Білоус — Юлька Зозуля[9][10]
- 2021 — «В її очах блукаючі вогні» за п'єсою Алекс Вуд; реж. Богдан Поліщук — Дівчина, ім’я якої треба згадати[11]
- 2021 — «Двоє» за мотивами світової класики та особистого досвіду акторів Малого театру, реж. Дмитро Весельський — Вона[12]
- 2022 — «Холодна м'ята» за оповіданнями Григора Тютюнника, реж. Анна Огій — Маня, Дарка[13]
- 2023 — «Довірливі розмови» за романом Інгмара Бергмана, реж. Дмитро Весельский — Анна Бергман[14]
- 2024 — «Ляльковий дім» за п'єсою Генріка Ібсена, реж. Олексій Гладушевський — Нора Гельмар[15]

Мала опера
- 2019 — «Тріумфальна арка» за мотивами роману Еріха Марія Ремарка; реж. Анна Огій — Роланда[16]

## Фільмографія
| Рік  | Назва                    | Роль      | Примітки               |
| ---- | ------------------------ | --------- | ---------------------- |
| 2013 | «Брати. Остання сповідь» | Ївга      | Повнометражний фільм   |
| 2013 | «Поводир»                | Наталка   | Повнометражний фільм   |
| 2016 | «Easy»                   | Юля       | Повнометражний фільм   |
| 2016 | «Чорна квітка»           | медсестра | Багатосерійний фільм   |
| 2017 | «Тарас. Повернення»      | Анфіса    | Повнометражний фільм   |
| 2017 | «The Golem»              | Rebecca   | Повнометражний фільм   |
| 2017 | «Окно жизни 2»           | Глафіра   | Багатосерійний фільм   |
| 2017 | «Лікар Ковальчук»        | Марія     | Багатосерійний фільм   |
| 2017 | «Голос из прошлого»      | Даша      | Багатосерійний фільм   |
| 2017 | «Булатов»                | Ірина     | Багатосерійний фільм   |
| 2018 | «Кріпосна» (2-й сезон)   | Марічка   | Багатосерійний фільм   |
| 2018 | «Один в поле воин»       | Ольга     | Багатосерійний фільм   |
| 2018 | «Король Данило»          | Євлампія  | Повнометражний фільм   |
| 2019 | «Схрон»                  | Єва       | Короткометражний фільм |
| 2019 | «Сага»                   | Василина  | Багатосерійний фільм   |
| 2020 | «Слід»                   | Мельник   | Багатосерійний фільм   |
| 2020 | «Кріпосна» (3-й сезон)   | Марічка   | Багатосерійний фільм   |
| 2021 | «Кава з кардамоном»      | Христя    | Багатосерійний фільм   |
| 2022 | «Мама»                   | Катя      | Короткометражний фільм |
| 2024 | «Дух скелі»              | Ірина     | Багатосерійний фільм   |